# Röntgenpass
Ein Röntgenpass ist ein Dokument, in das der untersuchende Arzt oder Zahnarzt Informationen zu den Röntgenuntersuchungen des Patienten einträgt, die an ihm durchgeführt werden. Dadurch sollten unnötige Wiederholungsuntersuchungen vermieden und Vergleichsmöglichkeiten mit vorherigen Aufnahmen geschaffen werden. 

## Deutschland
In Deutschland schrieb die Röntgenverordnung (RöV) seit 2002 im § 28 vor, dass der behandelnde Arzt bei Röntgenuntersuchungen Röntgenpässe bereitzuhalten und der untersuchten Person anzubieten hatte. Der Patient hatte das Recht, bei einer Röntgenuntersuchung einen Röntgenpass zu verlangen; legt er bei einer Untersuchung den Pass vor oder wird ein Pass ausgestellt, waren oben genannte Informationen einzutragen.
Gemäß der neuen Strahlenschutzverordnung (StrlSchV) sind Praxen und Kliniken seit dem 1. Januar 2019 nicht mehr dazu verpflichtet, ihren Patienten Röntgenpässe anzubieten und Untersuchungen darin einzutragen. Die Strahlenschutzverordnung trat am 31. Dezember 2018 gemeinsam mit dem bereits im Jahre 2017 beschlossenen Strahlenschutzgesetz (StrlSchG) in Kraft und ersetzt die bisherige Strahlenschutzverordnung und Röntgenverordnung. Das Bundesamt für Strahlenschutz (BfS) rät Patienten trotzdem dazu, über strahlendiagnostische Untersuchungen in Eigenregie Buch zu führen. Auf seiner Internetseite stellt das Bundesamt ein Dokument zum Download zur Verfügung, das für eine persönliche Dokumentation genutzt werden kann.
Bei jeder Untersuchung kann die Arztpraxis oder die Krankenhausabteilung, welche die Untersuchung durchführt, das Datum und die untersuchte Körperregion eintragen und bestätigt dies mit Stempel und Unterschrift. Die Strahlendosis wird, wie auch Angaben, die auf die Dosis schließen lassen könnten, nicht vermerkt. Der Pass verbleibt beim Patienten. Strahlentherapeutische Maßnahmen werden im Röntgenpass nicht vermerkt; bildgebende Untersuchungen ohne ionisierende Strahlung wie Sonografien (Ultraschall) und Magnetresonanztomographien (Kernspintomographien) ebenfalls nicht.
Röntgenaufnahmen dienen der Diagnose von Gesundheitsstörungen, durch die Strahlung können aber auch Schäden entstehen. Die Dokumentation aller Röntgenuntersuchungen soll unnötige Untersuchungen vermeiden helfen. Ein Arzt kann sich über bereits vorliegende Aufnahmen informieren und die individuelle Strahlenbelastung auf das unumgänglich Erforderliche beschränken, wie es das Minimierungsgebot des Strahlenschutzes erfordert.

## Österreich
In Österreich gibt es Röntgenpässe bisher nur auf freiwilliger Basis.

## Europäische Union
Die Europäische Union hat gegenwärtig (2013) keine Richtlinien über Röntgenpässe erlassen.

## Schweiz
In der Schweiz wird der Röntgenpass seit 1998 von der Schweizerischen Patienten-Organisation (SPO) angeboten. Er ist auch in diesem Land nicht gesetzlich vorgeschrieben.

## USA
In den USA empfiehlt die Food and Drug Administration (FDA) der Bevölkerung, auf freiwilliger Basis ein persönliches Dokument über die erhaltenen Röntgenuntersuchungen zu führen und bietet eine Vorlage für eine x-ray record card zum Download an. Gesetzliche Regelungen existieren dazu nicht.

## Verwandte Dokumente
Ein Strahlenpass wird nicht Patienten ausgestellt, sondern beruflich strahlenexponierten Personen, die in fremden Anlagen tätig werden.